# Tillandsia usneoides

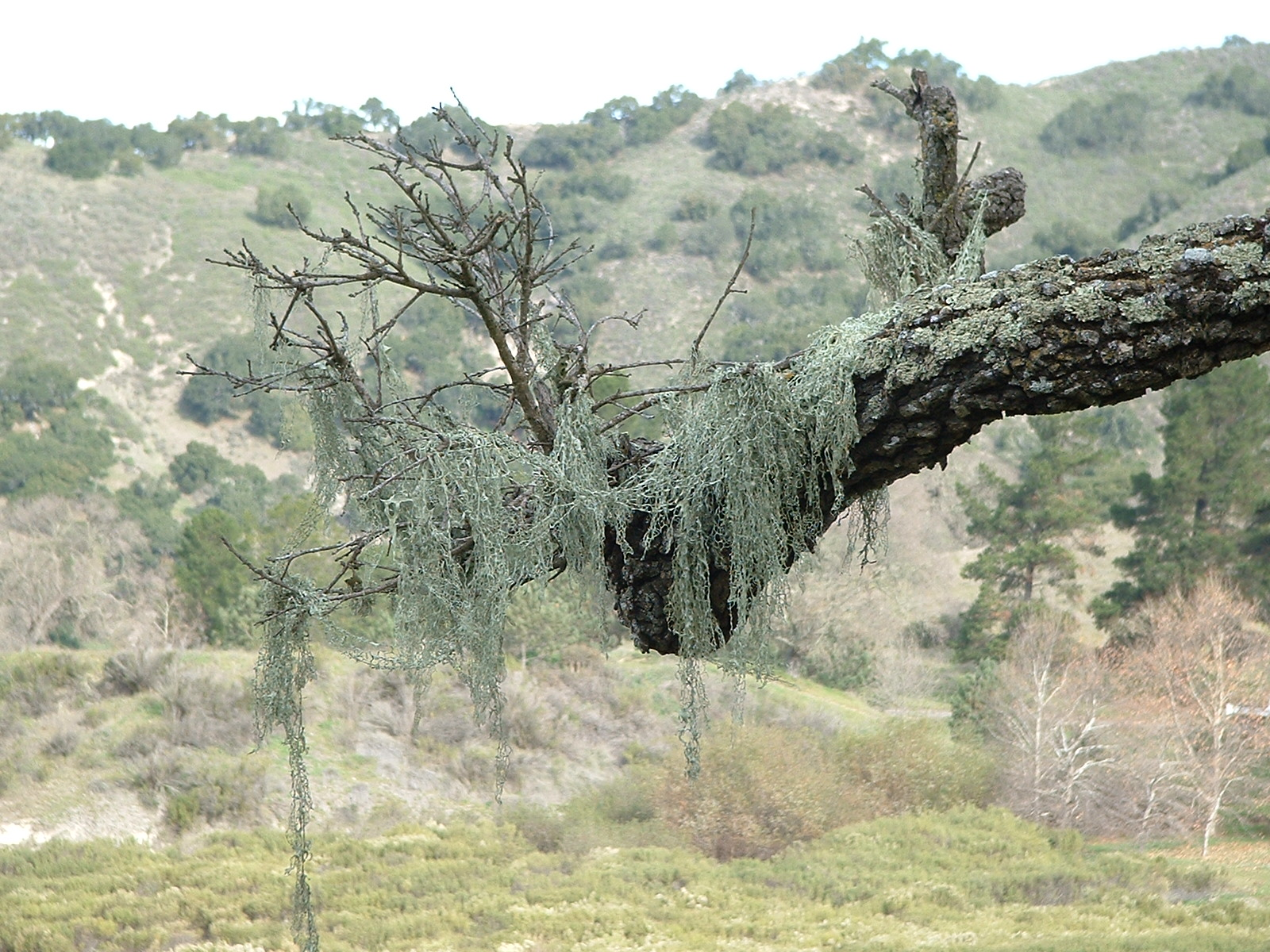
Tillandsia usneoides

Tillandsia usneoides este cea mai puțin pretențioasă specie de Bromeliaceae. În același timp are și calități de plantă decorativă. Este asemănătoare cu o specie de lichen ce trăiește pe brazi (Lichenul bradului). Specia se agață de orice suport. Pentru cultivare are nevoie de o atmosferă umedă..